# Lago Ammer
El lago Ammer (del alemán: Ammersee) es un lago en la Alta Baviera, Alemania, ubicado al suroeste de Múnich entre las ciudades de Herrsching y Dießen am Ammersee. Con una superficie de aproximadamente 47 km², es el sexto lago por tamaño de Alemania. Se encuentra a una altitud de 520 m s. n. m. y tiene una profundidad máxima de 81 metros. Como otros lagos bávaros, el lago Ammer se formó como consecuencia del deshielo de los glaciares de la Edad de Hielo. El lago Ammer está alimentado por el río Ammer que fluye como Amper fuera del lago. Como el vecino lago de Starnberg, que es parecido en forma y tamaño, es un lugar popular para los deportes acuáticos.
El lago Ammer y el río Amper forman parte de la antigua ruta del comercio del ámbar que llevaba al paso del Brennero. 
La palabra Ammer es una forma del siglo XIII de Amper, celta *ambra, que deriva del indoeuropeo *ombh-, *mbh- "húmedo, agua".
El lago Ammer es, desde el 26 de febrero de 1976, un sitio protegido por el Convenio de Ramsar (n.º 83).48°01′N 011°08′E / 48.017, 11.133 La zona protegida abarca 6.517 ha. Tiene una elevación entre 533 y 545 m s. n. m. Es un lago de agua dulce natural y grande con unos niveles de agua que van fluctuando situado en un valle glaciar. El sitio Ramsar está formado por estrechas playas de grava y comprende varios tipos de juncos, áreas de páramo y prados. Es una zona importante para que las aves acuáticas críen, pasen el invierno y se detengan en sus migraciones. Tiene una pesquería comercial y se desarrollan en él actividades recreativas.

## Galería de imágenes

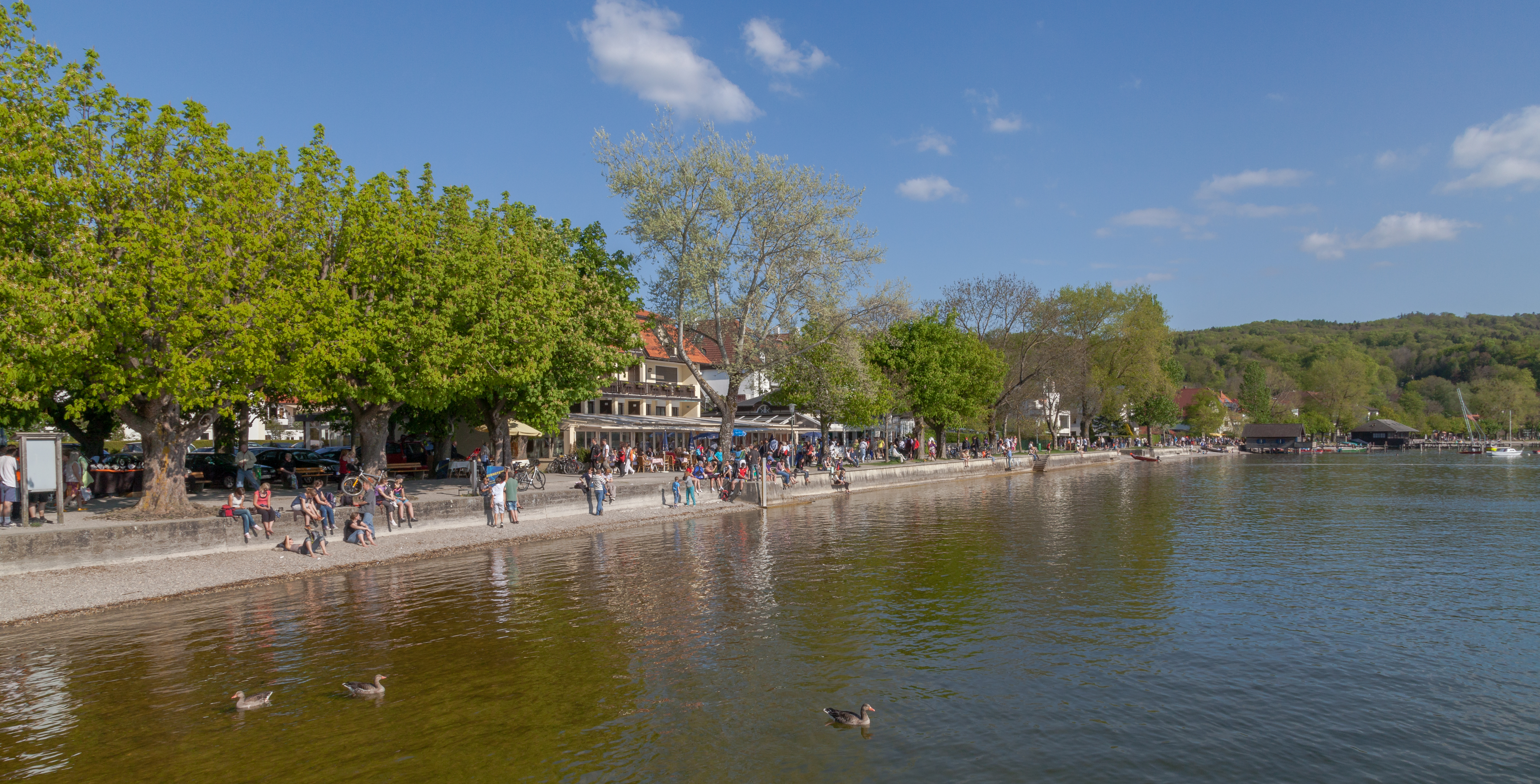
Vista del lago en verano.
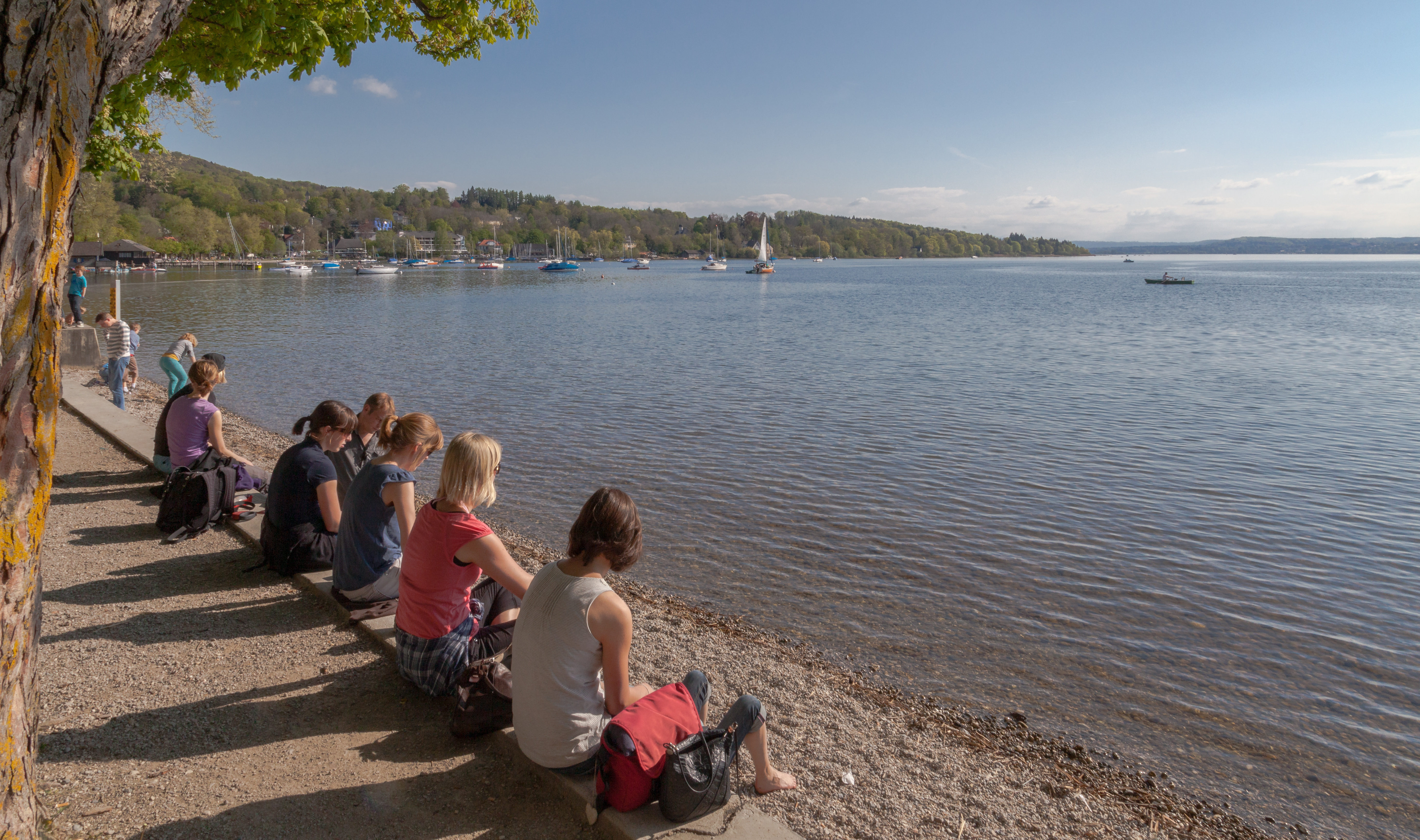
Sitio popular para relajarse.
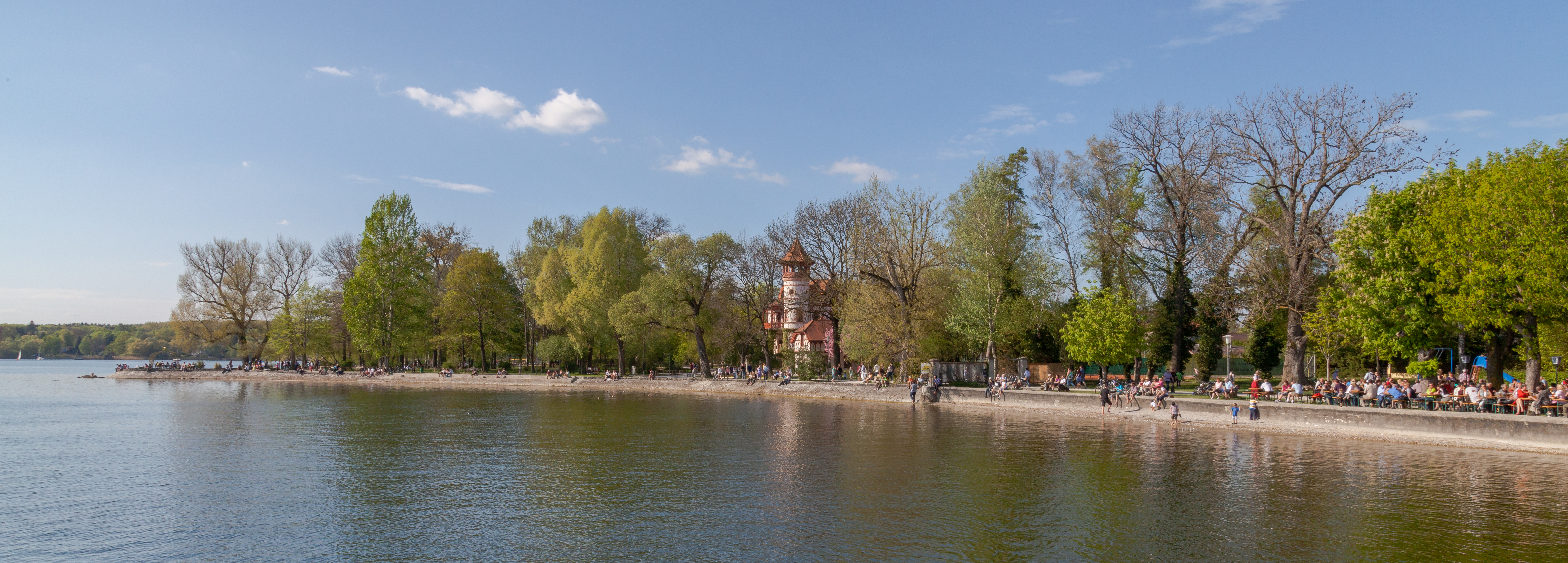
Orilla en el municipio de Herrsching.
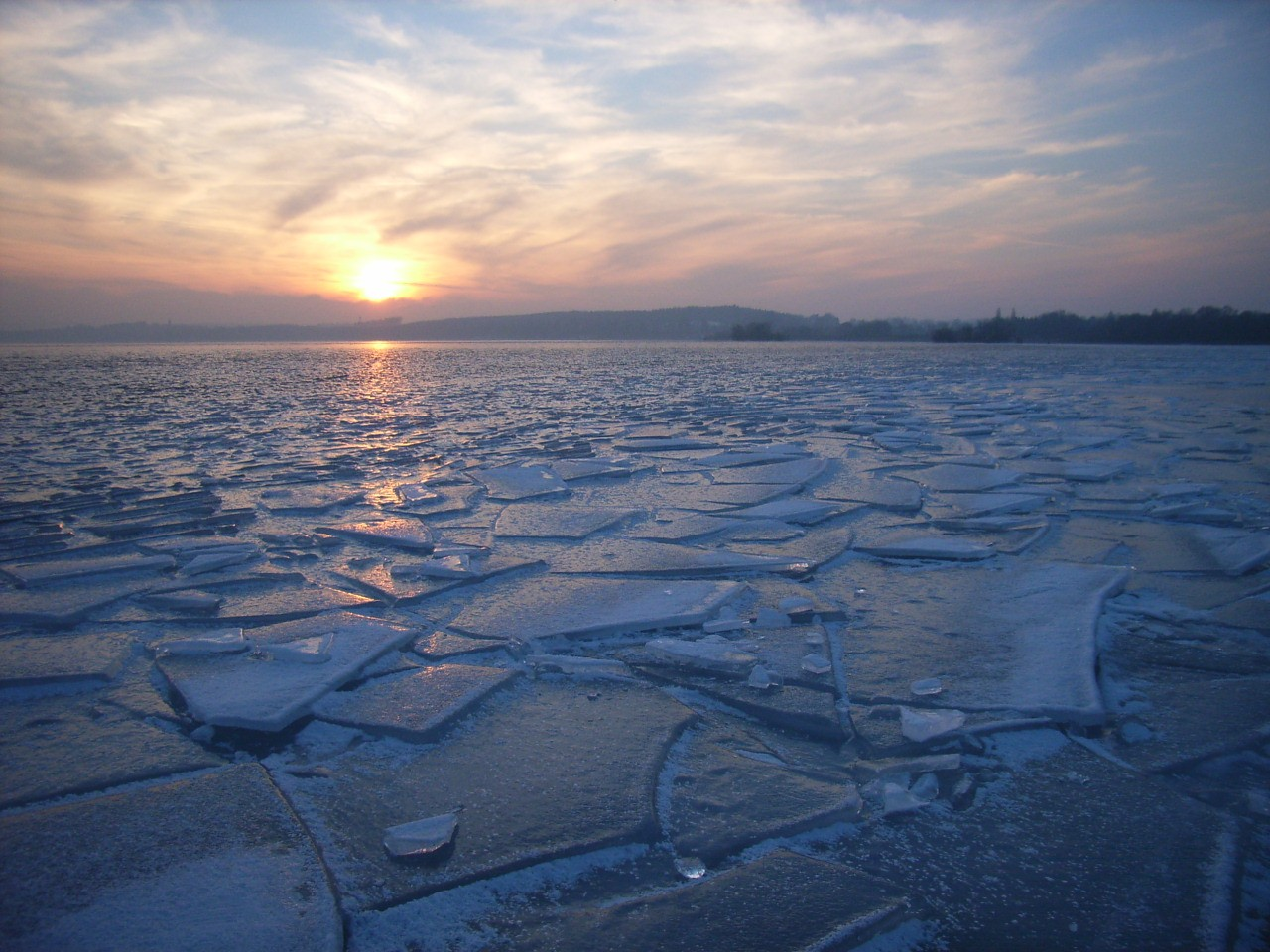
El lago Ammer en invierno de 2006